# 吉隆坡城中城水族館

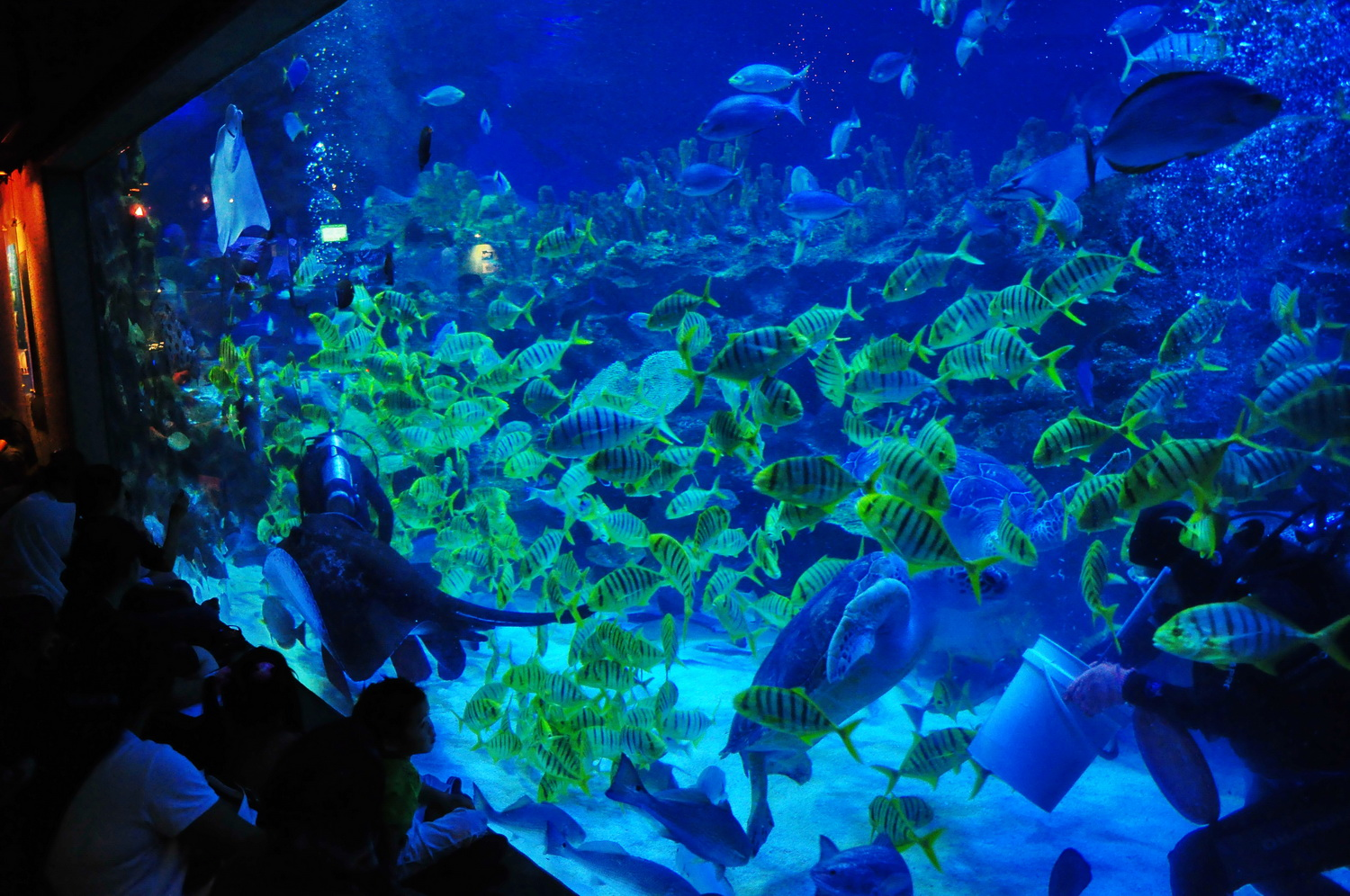
水族館內部的景色

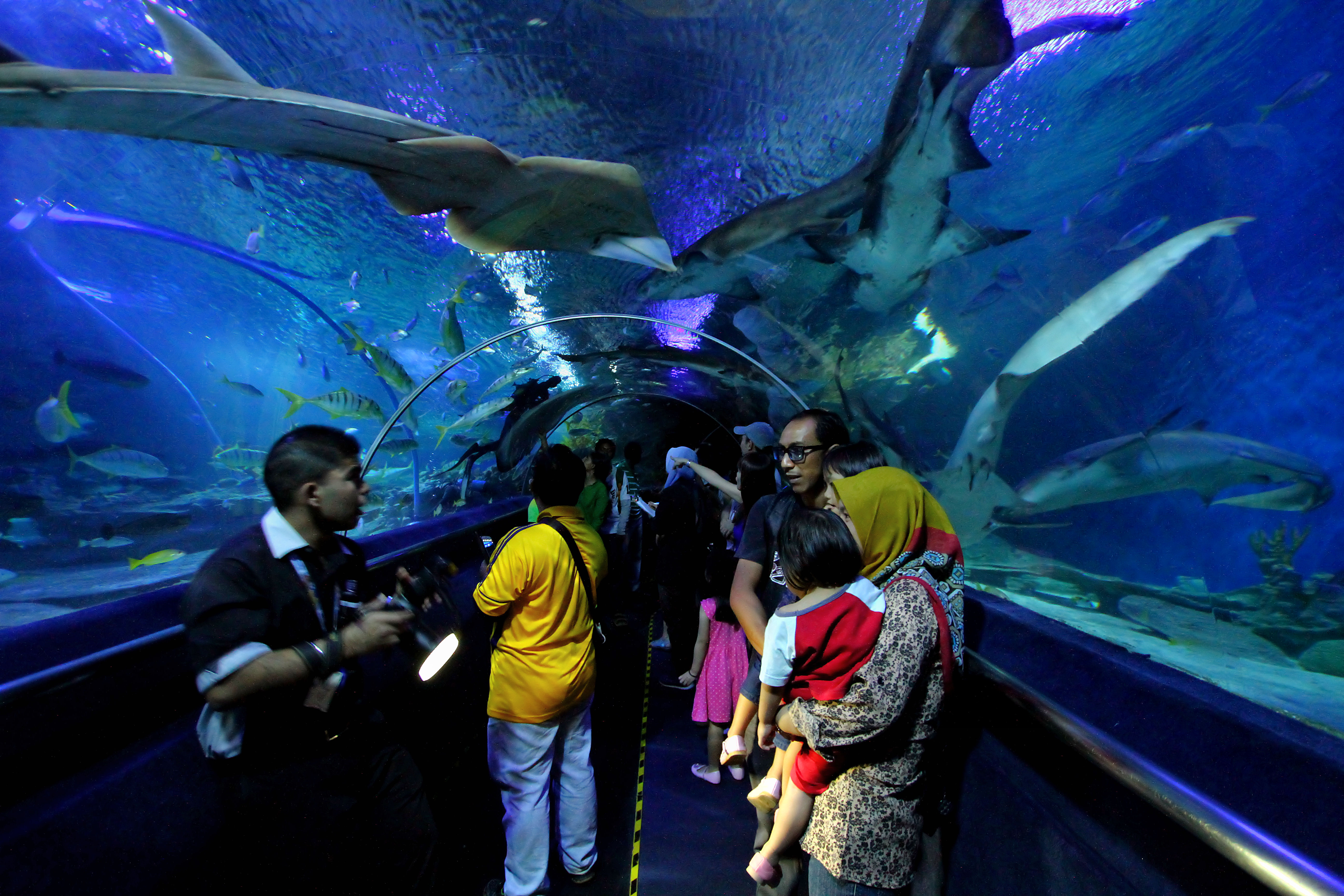
海底隧道

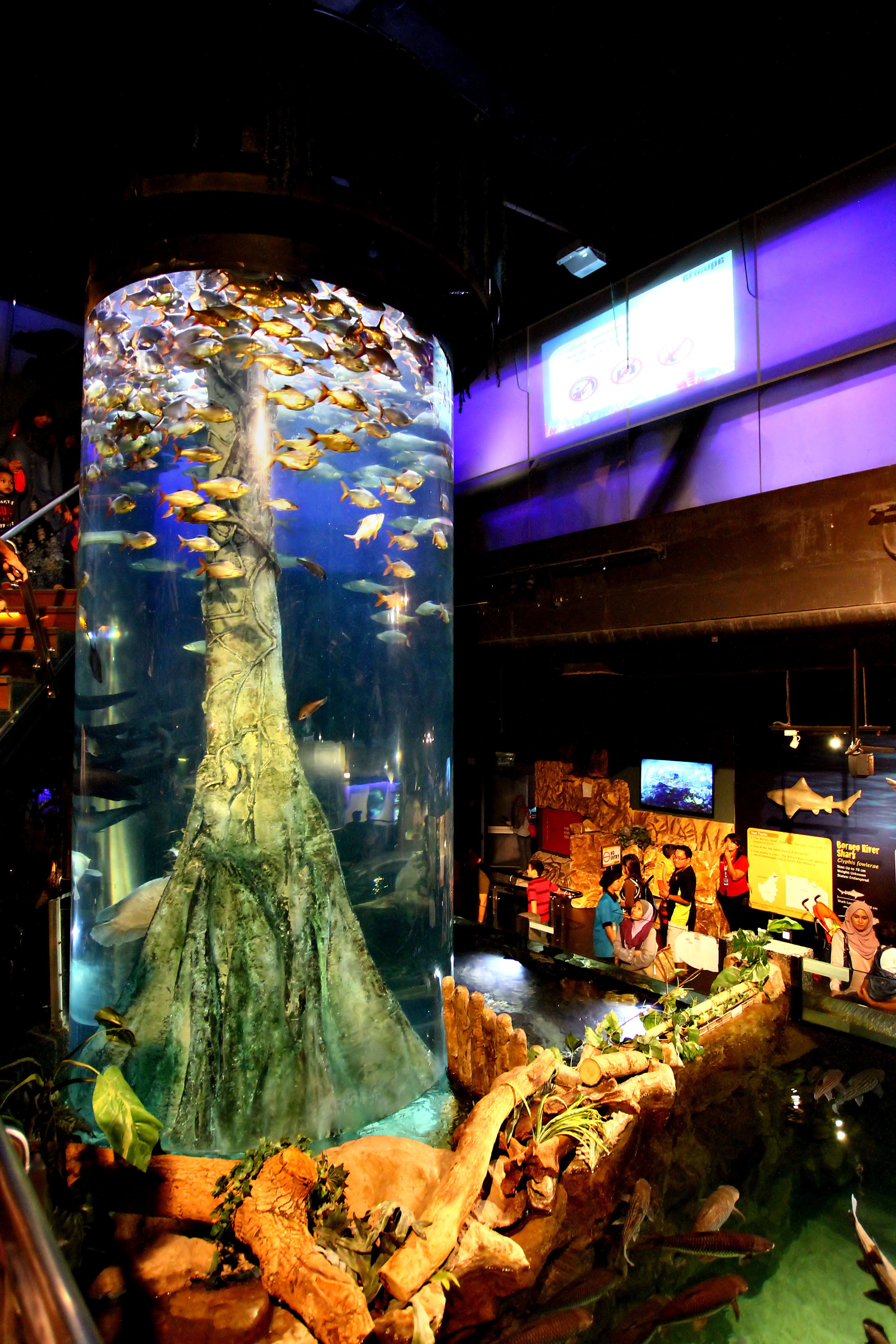
沼澤地帶區

吉隆坡城中城水族館（英語：Aquaria KLCC）是一座位在吉隆坡城中城內吉隆坡會展中心底樓的水族館，是以海洋生物為主題的大型博物館，面積為60,000平方呎。該水族館於2003年開始興建，2005年8月全面開放，裡面展出逾 5,000 種來自馬來西亞或世界各地不同水中及陸地的生物。水族館內收藏了各式各樣的水生生物，包括了熱帶魚、海龜、鱷魚和珊瑚等，還有一個鯊魚隧道，讓遊客們能夠親身體驗鯊魚的威武氣勢。
水族館內被劃分為十個不同特色的主題區域，分別為：沼澤地帶(The Flooded Florest)、潮間帶(The Coast)、海洋世界(Oceanarium)、珊瑚礁区(Coral Discovery)、森林瑰寶（Jewel of the Jungle)、深海魚類（Weird & Wonderful）、淡水小溪(The Stream)、觸摸池(Touch Pool)、水母區(Jelley Fish Tank)和食人魚池(Piranha Tank)。其中深海魚類區擁有90公尺長的海底隧道，內部也設有電動步道，遊客可在電動步道內心上各類大型海洋生物在巨大水槽內的生活。除了海洋生物外，水族館內也有展出許多淡水魚類、兩棲類和爬行類等動物，如沼澤地帶設有高達5.3公尺的圓形透明水族，內部放置一顆巨樹根，許多淡水魚圍繞樹根游動，展現河流內的生態。
除了擁有眾多珍貴的水生生物，吉隆坡城中城水族館也致力於保護和維護水生生物的生態環境。他們開展了許多教育和研究項目，通過展覽和課程向遊客傳遞保護海洋生態系統的重要性，鼓勵大眾關注和保護海洋生物。吉隆坡城中城水族館也是一個非常受歡迎的旅遊景點，每年吸引了數以萬計的遊客前來參觀。水族館的設施和展品都很豐富，適合全家大小前來一同體驗。除了觀賞生物，遊客還可以參加一些體驗活動，如觸摸魟魚、摄影留念等，讓遊客們可以近距離接觸海洋生物。
吉隆坡城中城水族館是一個充滿活力和文化魅力的水族館，通過豐富多彩的展品和活動，讓遊客們更深入地了解和體驗海洋世界的神秘和美麗。

## 外部連結
- 官方網站 （页面存档备份，存于）